# Woolacombe
Woolacombe – wieś w Wielkiej Brytanii, w Anglii w hrabstwie Devon, w dystrykcie North Devon, nad Oceanem Atlantyckim. Ośrodek turystyki i wypoczynku letniego. Leży 69 km od miasta Exeter, 89,5 km od miasta Plymouth i 289,4 km od Londynu. W 2015 miejscowość liczyła 783 mieszkańców.

## Historia
Woolacombe jest wspomniana w Domesday Book (1086) jako Wellecome/Wellecoma. Aż do XIX w. miejscowość była niewielką wioską rybacką. Na znaczeniu zyskała w czasach wiktoriańskich na fali rozwoju turystyki masowej. Podczas II wojny światowej w miejscowości mieścił się ośrodek treningowy armii amerykańskiej. Ćwiczono tu desant morski przed lądowaniem w Normandii. Miejsce wybrano ze względu na podobieństwo do jednego z celów ataku – plaży Omaha.

## Turystyka
We wsi znajduje się duża plaża piaszczysta, Miejscowość była wielokrotnie wyróżniana nagrodami branżowymi, w tym prestiżową Blue Flag Beach w latach 2005, 2006 i 2007 i tytułem Best British Beach w r. 2000. Wieś leży na szlaku South West Coast Path i Tarka Trail.